# The Duke of Buccleuch Collection
The Duke of Buccleuch Collection – publiczna prywatna kolekcja sztuki znajdująca się w trzech posiadłościach księcia Buccleuch: Bowhill House, Drumlanrig Castle i Boughton House.
Kolekcja należy do największych prywatnych kolekcji sztuki w Wielkiej Brytanii - Bowhill House i Drumlanrig Castle położone są w Szkocji, a Boughton House w Anglii -  i obejmuje dzieła sztuki zachodnich mistrzów w tym ok. 500 obrazów, 1000 rzeźb oraz bogaty zbiór artystycznych mebli, wyrobów z porcelany, srebra, biżuterie i zbroje. Kolekcja podzielona jest pomiędzy trzema posiadłościami Bowhill House Drumlanrig Castle i Boughton House. Wartość kolekcji w 2007 roku szacowana była na 400 milionów funtów

## Wybrane obrazy z kolekcji
Szkoła holenderska
- Cuyp

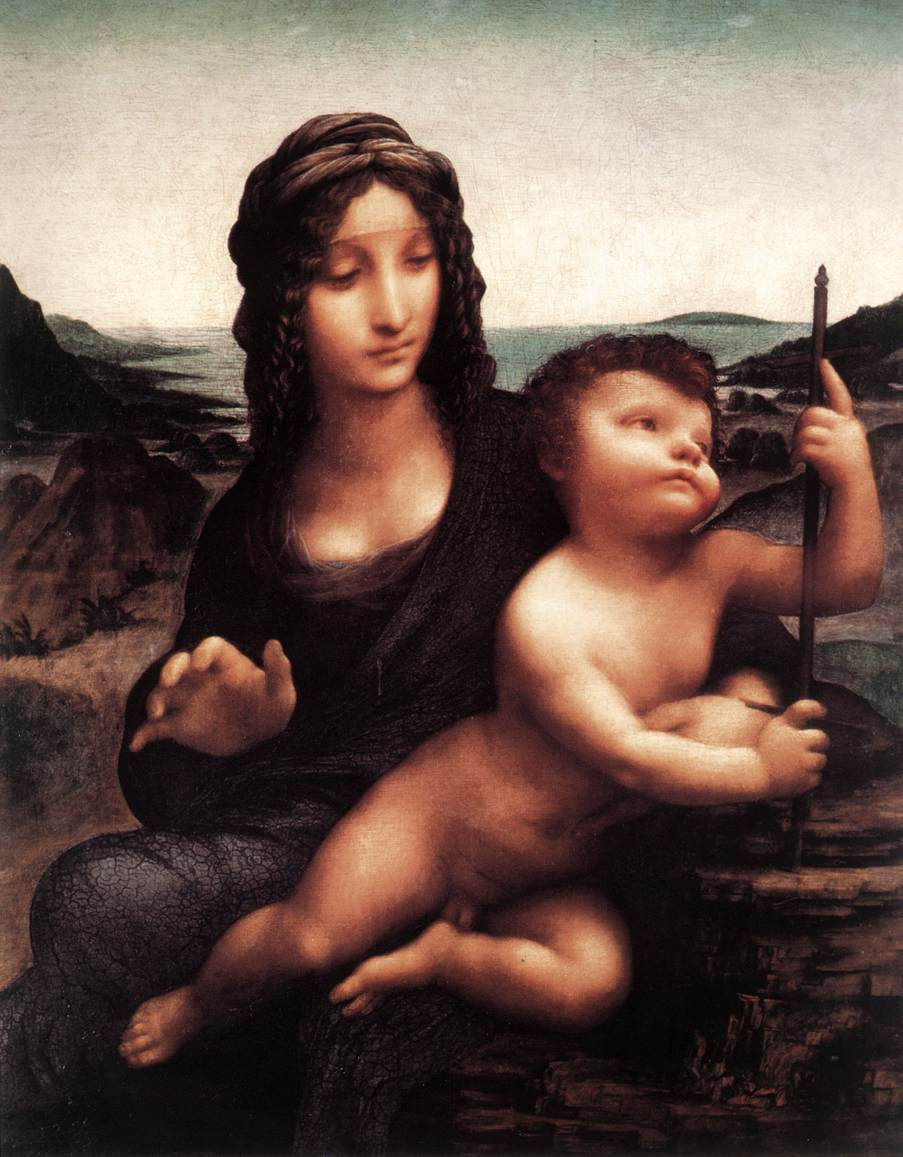
Madonna z kądzielą, Leonardo da Vinci, 1501

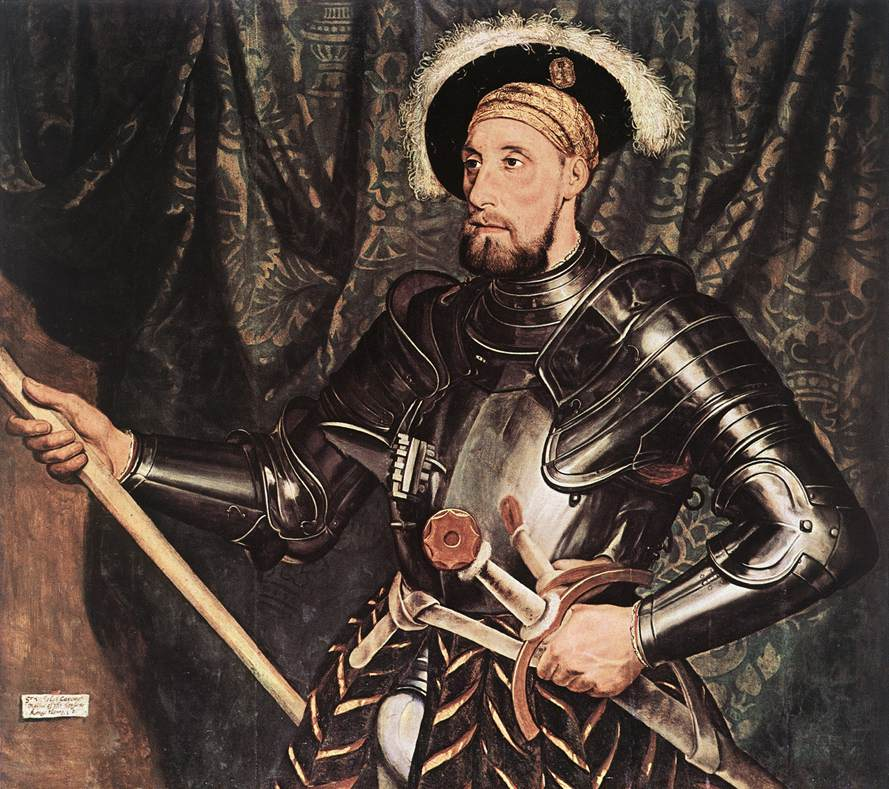
Portret Sir Nicholasa Carew, Hans Holbein (młodszy), 1532-33

- Rembrandt – 1 obraz (Stara kobieta czytająca, 1655)
- Ruisdael
- Wouwerman
- Jan Wyck – 5 obrazów

Szkoła angielska
- Bardwell – 10 obrazów
- Beechey – 7 obrazów
- Cotes – 2 obrazy
- Gainsborough – 6 obrazów
- Kneller – 30 obrazów
- Sir Peter Lely – 19 obrazów
- Reynolds – 6 obrazów

szkoła flamandzka
- Jacques d'Arthois
- Jan Brueghel (młodszy)
- Critz
- Antoon van Dyck – 3 obrazy i 40 portretów grisaille)
- Jan Gossaert
- David Teniers (młodszy) – dwa obrazy

Szkoła francuska
- Sébastien Bourdon – 3 obrazy
- Henri-Pierre Danloux – 5 obrazów
- Gaspard Dughet
- François Dumont
- Joseph Vernet – 2 obrazy

Szkoła niemiecka
- Lucas Cranach Starszy – jedna grafika
- Hans Holbein
- Anton Raphael Mengs – 3 obrazy

Szkoła włoska
- Giovanni Battista Gaulli
- Francesco Bassano
- Giovanni Battista Beinaschi
- Canaletto
- Polidoro da Caravaggio
- Girolamo da Carpi – 2 obrazy
- Annibale Carracci – 2 obrazy
- Carlo Dolci
- Parmigianino

Szkoła hiszpańska
- Juan Pantoja de la Cruz – 2 obrazy
- El Greco – Pokłon pasterzy
- Bartolomé Esteban Murillo